# Eopleurozia giganteoides
Eopleurozia giganteoides là một loài rêu tản trong họ Pleuroziaceae. Loài này được (Horik.) Inoue miêu tả khoa học lần đầu tiên năm 1976.